# Toei Animation
«Toei Animation Company, Limited» (яп. 東映アニメーション株式会社 То:эй Анимэ:сён Кабусики-гайся) (JASDAQ: 4816) — японская анимационная студия, принадлежащая Toei. Является одной из крупнейших анимационных студий в Японии.

## История
Со времени своего основания в 1956 году, «Toei» создало большое количество телесериалов и фильмов, многие из которых стали популярны во всем мире. Хаяо Миядзаки, Исао Такахата и Ёити Котабэ работали с этой компанией в прошлом. «Toei» — акционер в японской аниме спутниковой телевизионной сети Animax вместе с другими значительными аниме-студиями и производителями, таких как Sunrise, TMS Entertainment и Nihon Ad Systems Inc.
До 1998 года «Toei Animation» была известна как Toei Doga (яп. 東映動画株式会社 То:эй До:га Кабусики-гайся) (даже тогда официальным английским названием компании было «Toei Animation Co. Ltd.»). До:га (動画) — японское слово, означающее «анимация», которое широко использовалось до 1970-х годов. Талисманом компании является кот Перро из киноадаптации 1969 года «Кота в сапогах».
«Toei Animation» продюсировало аниме-версии многих работ Го Нагаи в течение 1970-х, включая «Devilman», «Cutey Honey» и «Dororon Enma-kun» (все совместно с «Nagai’s Dynamic Productions»). К тому же студия способствовала продвижению жанра девочек-волшебниц производством таких аниме как «Ведьма Салли», «Himitsu no Akko-chan», «Majokko Megu-chan» и «Лулу — ангел цветов».
Кроме аниме, созданных для показа в Японии, «Toei Animation» также работало над множеством анимационных работ для многих американских сериалов, таких как «Muppet Babies» и продукции, входящей во франшизу «My Little Pony» (производства «Sunbow Productions»), «Трансформеры» и «G.I. Joe».
В 2006 году «Toei Animation» совместно с издательством Gentosha организовала новый анимационный проект — га-ниме (яп. 画ニメ ганимэ, от «иллюстрация», га (画) и «аниме», вместе — «художественная анимация»). Произведения, выпускаемые в его рамках, представляют собой мультфильм, в котором графический ряд состоит из сменяющихся статичных картинок, сопровождаемых голосом и музыкальным оформлением. Первыми га-ниме стали работы художников Ёситаки Амэно и Амэмию Кейта, в чью основу легли адаптации работ Осаму Дадзая, Сакутаро Хагивары и Говарда Филлипса Лавкрафта.

## Аниме-сериалы
Внимание: этот список может быть неполон

### 1960-е годы
- «Saiyuki» (1960)
- «Anju to Zushiou Maru» (1961)
- «Arabian Nights: Sindbad no Bouken» (1962)
- «Wanpaku Ouji no Orochi Taiji» (1963)
- «Ookami Shonen Ken» («Ken, the Wolf Boy») (1963 — 1965)
- «Wan Wan Chuushingura» (1963)
- «Shonen Ninja Kaze no Fujimaru» («Fujimaru of the Wind, the Boy Ninja») (1964 — 1965)
- «Uchuu Patrol Hopper» («Space Patrol Hopper»), также известный как «Patrol Hopper: Uchuukko Jun» (Space Girl Jun) (Февраль 1965 — Ноябрь 1996)
- «Gulliver no Uchuu Ryokou» (1965)
- «Hustle Punch» (1965 — 1966)
- «Rainbow Sentai Robin» (1966 — 1967)
- «Kaizoku Ouji» («Принц пиратов» или «Пиратский принц»)(Май 1966 — Ноябрь 1966)
- «Mahōtsukai Sarii» («Ведьма Салли») (1966 — 1968)
- «Pyunpyunmaru» (Июль 1967 — Сентябрь 1967)
- «Ge Ge Ge no Kitaro» (оригинальный) (1968 — 1969)
- «Cyborg 009» (оригинальный) (Апрель 1968 — Сентябрь 1968)
- «Akane-chan» (Апрель 1968 — Сентябрь 1968)
- «Himitsu no Akko-chan» («Akko-chan’s Secret») (1969 — 1970, 1988 — 1989, 1998 — 1999) также известен как «The Magic Mirror»
- «Mohretsu Atarou» (1st) (1969 — 1970)
- «Tiger Mask» (1969 — 1971)

### 1970-е годы
- «Kick no Oni» («Demon Kick») (1970—1971)
- «Mahou no Mako-chan» («Mako-chan’s Magic» или «Magical Mako-chan») (1970—1971) — основывается на «Русалочке»
- «Sarutobi Ecchan» (1971—1972)
- «Apacchi» («Apache»?) «Yakyuugun» («The Apacchis»; лит. «Apacchi Baseball Team») (1971—1972)
- «Ge Ge Ge no Kitaro» (второй) (1971—1972)
- «Genshi Shonen Ryu» (1971—1972)
- «Mahou Tsukai Chappy» (апрель 1972-декабрь 1972)
- «Astroganger» (1971—1972)
- «Devilman» (оригинальный сериал) (1972—1973)
- «Mazinger» сериал
  - «Mazinger Z» (1972—1974) (демонстрировался в США как «TranZor Z»)
  - «Great Mazinger» (1974—1975)
  - «UFO Robo Grendizer» (1975—1977)
- «Babel Ni-Sei» («Babel II») (январь 1973-сентябрь 1973)
- «Microid S» (апрель 1973-октябрь 1973)
- «Miracle Shoujo Limit-chan» (1973—1974) a.k.a. «Cybernella»
- «Dororon Enma-kun» (1973—1974)
- «Cutey Honey» (оригинальный сериал) (1973—1974)
- «Majokko Megu-chan» («Little Witch Meg») (1974—1975)
- «Getter Robo» серия
  - «Getter Robo» (оригинальный) (1974—1975)
  - «Getter Robo G» (1975—1976)
  - «Getter Robo Gō» (1991—1992)
- «Calimero» (1974—1975)
- «Shounen Tokugawa-ke Kou» (лит. «The Peaceful House of Young Tokugawa») (апрель 1975-сентябрь 1975)
- «Koutetsu Jiigu» («Steel Jeeg») (1975—1976)
- «Ikyuu-san» (1975—1982)
- «Daikuu Maryuu» «Gaiking» (1976—1977)
- «Machine Hayabusa» (апрель 1976-сентябрь 1976)
- «Robot Romance Trilogy»
  - «Choudenjin Robo Combattler V» (1976—1977) (вместе с Sunrise)
  - «Choudenjin Machine Voltes V» (1977—1978) (вместе с Sunrise)
  - «Toushou Daimos» («Brave Leader Daimos») (1978—1979) (вместе с Sunrise)
- «Magne Robo Gakeen» («Magnetic Robot Gakeen») (1976—1977)
- «Кэнди-Кэнди» (1976—1979)
- «Jetter Marusu [Mars]» (февраль 1977-сентябрь 1977) (от создателя «Astro Boy» Осаму Тэдзуки)
- «Wakusei Robo Danguard Ace» («Planetery Robot Danguard Ace») (1977—1978)
- «Choujin Sentai Baratack» (1977—1978)
- «Arrow Emblem Hawk of the Grand Prix» (1977—1978)
- «Daikengo» («Uchu Mazin Daikengo») (1978—1979)
- «Space Pirate Captain Harlock» (Uchū kaizoku Captain Harlock) (1978—1979)
- «SF Saiyuki Starzinger» («Sci-Fi Journey to the West: Starzinger») (1978—1979)
- «Majokko Chikkuru» («Magic Girl Tickle») (1978—1979) (вместе с Sunrise)
- «Galaxy Express 999» («Ginga Tetsudou 999») (оригинальный сериал) (1978—1981)
- «Captain Future» (1978—1979)
- «Eiko no Tenshitachi: Pink Lady Monogatari» («Angels of Glory: The Story of Pink Lady») (1978—1979)
- «Hana no Ko Lunlun» (лит. «Lunlun the Flower Girl») (1979—1980) a.k.a. «Angel»
- «Cyborg 009» (цветной ремейк) (1979—1980) (вместе с Sunrise)
- «Mirai Robo Daltanias» («Future Robot Daltanius») (1979—1980) (вместе с Sunrise)
- «Entaku no Kishi Monogatari: Moero Arthur» («Go Arthur: Story of the Knights of the Round Table») (1979—1980)

### 1980-е годы
- Maeterlinck no Aoi Tori (1980)
- Lalabel, The Magical Girl (1980 —1981)
- Moero Arthur: Hakuba Ouji (Go Arthur: The White Horse Prince) (Апрель 1980 — Сентябрь 1980)
- Ganbare Genki (Do Your Best, Genki) (1980 —1981)
- Uchyu Taitei God Sigma (1980 — 1981)
- Hello! Sandybell (1981—1982) a.k.a. Sandy Jonquille
- Little Women (Wakakusa Monogatari yori Wakakusa no Yon Shimai) (Апрель 1981 —  Сентябрь 1981) — совместно с Movie International Co. (Кокусай Эйга)
- Dr. Slump и Arale-chan (1981 — 1986)
- Shin Taketori Monogatari: Sen Nen Jo Ou (The Queen of a Thousand Years; также «Queen Millenia») (1981 — 1982)
- Tiger Mask Ni-Sei (Tiger Mask Second Generation) (1981 — 1982)
- Honey Honey no Suteki na Boken (The Wonderful Adventures of Honey Honey) (1981 — 1982) — в сотрудничестве с Movie International Co.
- Asari-chan (1982 — 1983)
- Pataliro (1982 — 1983)
- The Kabocha Wine (The Pumpkin Wine) (1982 — 1984)
- Arcadia of My Youth: Endless Orbit SSX (Waga seishun no Arcadia—Mugen kidō SSX) (1982 —1983)
- Ai Shite Knight (или «Night») (1983 — 1984) (или Kiss Me Licia, Embrasse-moi Lucile, Rock & Roll Kids)
- Kinnikuman (1983 — 1986)
- Stop!! Hibari-kun! (1983 — 1984)
- Bemu Bemu Hunter: Gotengu Tenmaru (Май  1983 — Октябрь 1983)
- серия «Вольтрон» (1984 — 1989)
  - «Hyakujuo Golion» (1981 — 1982)
  - «Kikou Kantai Dairugger XV» (1982 — 1983)
  - «Kosoku Denjin Albegas» («Gladiator Voltron») (1983 — 1984) (английская версия планировалась, но так никогда и не вышла)
- серия «Трансформеры» (1984 — 1990) (дубляж оригинальных американских серий на японском, создание альтернативных версий сериала)
- «Yume Senshi Wingman» («Dream Warrior Wingman») (1984 — 1985)
- «Tongari Boushi no Memoru» (1984 — 1985)
- Video Warrior Laserion (1984 — 1985)
- GU-GU Ganmu (1984 — 1985)
- Hokuto no Ken (Fist of the North Star) (1984 — 1988)
- Odin: Photon Sailer Starlight (1985)
- Hāi! Step Jun (Yeah! Step Jun) (1985 — 1986)
- Konpora Kid (Июнь 1985 — Декабрь 1985)
- Ge Ge Ge no Kitaro (3й) (1985 — 1988)
- Maple Town Monogatari (Maple Town Stories) (1986 — 1987; транслировалась в США по телеканалу Nickelodeon под названием Maple Town)
- My Little Pony (1986 — 1987)
- Dragon Ball series (1986 — 1997)
  - Dragon Ball (1986 — 1989)
  - Dragon Ball Z (1989 — 1996)
  - Dragon Ball GT (1996 — 1997)
- Ginga: Nagareboshi Gin (Silver Fang: «Shooting Star» Gin) (Апрель 1986 — Сентябрь 1986)
- Gou Q [Goukyuu] Chouji Ikkiman (Fastball Superboy Ikkiman) (Апрель 1986 — Ноябрь 1986)
- Saint Seiya (Knights of the Zodiac) (1986 — 1989)
- Shin Maple Town Monogatari: Palm Town Hen (New Maple Town Stories: Palm Town Saga) (Январь 1987 — Декабрь 1987)
- Bikkuriman серии («Bikkuriman 2000» была создана не Toei)
  - Bikkuriman (1987 — 1989)
  - Shin (New) Bikkuriman (1989 — 1990)
  - Super Bikkuriman (1992 — 1993)
  - Happy Lucky Bikkuriman (Октябрь 2006 — Сентябрь 2007)
- Teenage Mutant Ninja Turtles (1987 TV series) (Анимационная работа, состоящая из 5 пилотных серий)
- Kamen no Ninja Aka Kage (Masked Ninja Red Shadow) (1987 — 1988)
- Lady Lady!! (1987 — 1988)
- Tatakae!! Ramenman (Fight, Ramenman!!; Kinnikuman спинофф) (Январь 1988 — Сентябрь 1988)
- Sakigake!! Otokojuku (Charge!! The Man School) (Февраль 1988 — Ноябрь 1988)
- Hello! Lady Lin (2 сезон сериала Lady Lady!!) (1988 — 1989)
- Akuma-kun (1989 — 1990)
- «Ведьма Салли» («Mahoutsukai Sally», второй сезон) (1989 — 1991)
- Karioge-kun (1989 — 1990)

### 1990-е годы
- Mohretsu Atarou (2-й сериал) (апрель–декабрь 1990)
- Magical Taruruuto-kun (1990—1992)
- Goldfish Warning! (Kingyo Chūihō!) (1991—1992)
- Kinnikuman: Kinnikusei Oui Soudatsu Hen (The «Planet Kinniku Crown Contest» Saga) (1991—1992)
- Dragon Quest: Dai no Daibouken (Dai’s Great Advanture) (1991—1992)
- «Сейлор Мун» серия (1992—1997)
  - Bishoujo Senshi Sailor Moon (1992—1993)
  - Bishoujo Senshi Sailor Moon R (1993—1994)
  - Bishoujo Senshi Sailor Moon S (1994—1995)
  - Bishoujo Senshi Sailor Moon SuperS (1995—1996)
  - Bishoujo Senshi Sailor Moon Sailor Stars (1996—1997)
- Ghost Sweeper Mikami (1993—1994)
- Slam Dunk (1993—1996)
- Aoki Densetsu Shoot! (1993—1994)
- Marmalade Boy (1994—1995)
- Shinken Densetsu Tight Road (октябрь–декабрь 1994)
- Kuusou Kagaku Sekai (Fantastic Science World) Gulliver Boy (январь–декабрь 1995)
- Sekai Meisaku Dōwa Series: Wow! Marchen (произносится «MARE-hen») Oukoku (Kingdom) (апрель–сентябрь 1995)
- Gokinjo Monogatari (1995—1996)
- Ge Ge Ge no Kitaro (4-й сериал) (1996—1998)
- Hell Teacher Nūbē (1996—1997)
- Hana Yori Dango (Boys Over Flowers) (1996—1997)
- «Cutey Honey Flash» (1997—1998)
- Kindaichi Shounen no Jikenbo (Young Kindaichi’s Casebook; см. Kindaichi Case Files) (1997—2000)
- Azumi: Mamma Mia! (июль–октябрь 1997)
- Yume no Crayon Oukoku (1997—1999)
- Hanitarou Desu (It’s Hanitarou) (1997—1998)
- Dr. Slump (второй сериал) (1997—1999)
- Haruniwa Zoku San nin me (январь–март 1998)
- Anime Shūkan DX! Mii-Fa-Pū (комплект из Kocchi Muite Miiko, Fan Fan Faa Mashii и Heli-tako Pū-chan) (1998—1999)
- Yu-Gi-Oh! The Shadow Games (апрель–октябрь 1998)
- Mamotte Shugogetten (1998—1999)
- франшиза Ojamajo Doremi (1999—2004)
  - Ojamajo Doremi (1999—2000)
  - Ojamajo Doremi # (Sharp) (2000—2001)
  - Mootto! (More!) Ojamajo Doremi (2001—2002)
  - Ojamajo Doremi Dokkaan («dokkan» — звуковой эффект взрыва) (2002—2003)
  - Ojamajo Doremi Na-I-Sho (Se-Cr-Et) (январь–декабрь 2004)
- Kamikaze Kaito Jeanne (1999—2000)
- франшиза Digimon (1999—2003; 2006–настоящее время)
  - Digimon Adventure (1999—2000)
  - Digimon Adventure 02 (2000—2001)
  - Digimon Tamers (2001—2002)
  - Digimon Frontier (2002—2003)
  - Digimon Savers (2006—2007)
  - Digimon Xros Wars (2010—2011)
- «One Piece. Большой куш» (1999–настоящее время)

### 2000-е годы
- Mushrambo (Shinzo на большинстве международных рынков) (февраль 2000–сентябрь 2000)
- Shoubushi Densetsu Tetsuya (Tetsuya, the Legendary Gambler) (2000 — 2001)
- Pipo Papo Patoru-kun (2000 — 2001)
- Karappa the Rapper (2001 — 2002)
- Nono-chan (2001 — 2002)
- Kirby: Right Back at Ya! (2001 — 2003)
- Kanon (январь 2002 — март 2002)
- Kinnikuman II Sei (Ultimate Muscle) (январь 2002 — декабрь 2002)
- Tsuri Baka Nisshi (Stupid Fishing Journal) (2002 — 2003)
- Ashita no Nadja (2003 — 2004)
- Konjiki no Gash Bell! (Zatch Bell!) (2003 — 2006)
- Air Master (апрель 2003 — сентябрь 2003)
- Bobobo-bo Bo-bobo (2003 — 2005)
- Futari wa Pretty Cure (2004 — 2005)
- Kinnikuman Nisei: Ultimate Muscle (японский показ американского второго сезона) (апрель–июнь 2004)
- Ring ni Kakero 1 (октябрь–декабрь 2004)
- Beet the Vandel Buster (Bouken Oh Beet) (2004 — 2005)
- Digimon X-Evolution («Zevolution») (телефильм; 2005)
- Xenosaga: The Animation (январь–март 2005)
- Futari wa Pretty Cure Max Heart (2005 — 2006)
- Beet the Vandel Buster: Excelion (2005 — 2006)
- Gaiking: Legend of Daiku-Maryu (sic) (2005 — 2006)
- Ayakashi: Classic Japanese Horror (2006)
- Kinnikuman Nisei: Ultimate Muscle 2 (показ дополнительных американских эпизодов) (2006)
- Futari wa Pretty Cure Splash Star (2006 — 2007)
- Air Gear (2006)
- Ring ni Kakero 1: Nichi-Bei Kessen Hen («Япония против США») (2006)
- Kamisama Kazoku (The God Family) (2006)
- Binbou Shimai Monogatari (2006)
- Demashita! Powerpuff Girls Z (июль 2006 — июнь 2007) (совместно с Cartoon Network и Aniplex)
- Gin’iro no Olynssis (2006)
- Lily to Kaeru to (Ototo) (2006) — победитель ежегодной премии компании Animax за лучший оригинальный сценарий, Animax Taishō[6]
- Yes! Pretty Cure 5 (2007 — 2008)
- Mononoke (2007)
- Ge Ge Ge no Kitaro (5-й сериал) (2007 — 2009)
- Yes! Pretty Cure 5 Go! (2008 — 2009)
- Fresh Pretty Cure (2009 —  2010)

### 2010-е годы
- HeartCatch Precure! (2010 — 2011)
- Suite PreCure (2011 — 2012)
- Smile PreCure! (2012 — 2013)
- Toriko (2011 — 2014)
- Doki Doki PreCure (2013 — 2014)
- Kyousogiga (2011 — 2012, октябрь–декабрь 2013)
- Tanken Driland (2012—2013)
  - Tanken Driland: Sennen no Mahō (2013 — 2014)
- Robot Girls Z (январь–март 2014)
  - Robot Girls Z+ (2015)
- Sailor Moon Crystal (2014 — 2015)
- Abarenbō Rikishi!! Matsutarō («Wild Sumo Wrestler!! Matsutarō») (апрель–сентябрь 2014)
- Marvel Disk Wars: The Avengers (2014—2015) (совместно c Disney Japan)
- Majin Bone (2014 — 2015)
- World Trigger (2014 — 2016)
- HappinessCharge PreCure! (2014 — 2015)
- Dragon Ball Super (2015 — 2018)
- Go! Princess Precure (2015 — 2016)
- Mahotsukai Precure (2016 — 2017)
- KiraKira☆Precure A La Mode (2017 — 2018)
- Hugtto! Precure (2018 — 2019)
- Star Twinkle PreCure (2019 — 2022)
- One Piece Stampede (2019)

### 2020-е годы
- Healin’ Good Pretty Cure (2020 — 2021)
- Digimon Adventure (2020 — настоящее время)
- Fushigi Dagashiya Zenitendō (2020 — настоящее время)
- Dragon Quest: The Adventure of Dai (2020 — настоящее время)
- Tropical-Rouge! Pretty Cure (2021 — 2022)
- Delicious Party Pretty Cure (2022 — 2023)
- Hirogaru Sky PreCure'' (2023-2024)

## Полнометражные аниме-фильмы

«Интерстелла 5555: История секретной звёздной системы» (2003)

- Panda and the Magic Serpent / The White Snake Enchantress (Hakuja den) (1958)
- Shonen Sarutobi Sasuke (1959)
- Alakazam the Great (Saiyuki) (1960)
- The Littlest Warrior (Anju to zushio-maru) (1961)
- Sindbad the Sailor (Arabian naito: Shindobaddo no bōken) (1962)
- Wanpaku Ouji no Orochi Taiji (1963)
- Doggie March / Woof Woof Chushingura / Woof Woof 47 Ronin (Wanwan chushingura) (1963)
- Gulliver no Uchuu Ryokou (Garibā no Uchū Ryokō) (1965)
- Cyborg 009 (original film version; predates first TV series by 2 years) (1966)
- Cyborg 009: Monster War (Kaijuu Sensou) (1967)
- Jack and the Witch (Shōnen Jakku to Mahō-tsukai) (1967)
- Принц Севера (Taiyō no ōji: Horusu no daibōken) (1968)
- Andersen Monogatari / Fables from Hans Christian Andersen (Andesen monogatari) (1968)
- Кот в сапогах (Puss in Boots/Nagagutsu o haita neko) (1969)
- «Летающий корабль-призрак» («Soratobi Yurei Kan») (1969)
- Без семьи (Chibikko Remi to Meiken Kapi) (1969)
- «Али-баба и сорок разбойников (аниме)» (Alibaba to Yonjubiki no Tozuku/Ali Baba to 40-hiki no Touzoku) (1971)
- «Звериный остров сокровищ (аниме)» ( Doubutsu Takarajima) (1971)
- Mazinger Z vs. Devilman (1973)
- Принцесса подводного царства (Anderusen dowa: Ningyo hime) (1975)
- «Знаменитые сказки мира» (Sekai Meisaku Dowa)
  - Принцы-лебеди (Hakuchou no Ouji) (1977)
  - Дюймовочка (Oyayubi Hime) (1978)
  - Двенадцать месяцев (Mori wa Ikiteiru) (1980)
  - Лебединое озеро (Hakuchō no Mizūmi) (1981)
  - Волшебная лампа Аладдина (Aladdin to Mahou no Lamp) (1982)
- Таро, сын дракона (Tatsu no ko Taro) (1979)
- «Галактический экспресс 999» («Ginga Tetsudō 999») (1979)
- «Adieu Galaxy Express 999» («Sayonara Ginga Tetsudō 999») (1981)
- «Arcadia of My Youth» (1982)
- Dragon Ball
  - Curse of the Blood Rubies (The Legend of Shenron, Japanese: Shenron no Densetsu) (1986)
  - Sleeping Princess in Devil's Castle (1987)
  - Mystical Adventure (Makafushigi Daibōken; named for «Makafushigi Adventure», the opening theme song) (1988)
  - Tōi Umi kara Kita Coo (From a Distant Ocean Came Coo) (1993)
  - The Path to Power (Tenth Anniversary Special) (1996)
- Dragon Ball Z
  - Dead Zone (Return My Gohan!)
  - The World’s Strongest (The World’s Strongest Guy)
  - The Tree of Might (Super Deciding Battle for the Entire Planet Earth)
  - Lord Slug (Same name)
  - Cooler’s Revenge (The Incredible Mightiest vs. Mightiest)
  - Return of Cooler (Clash!! 10,000,000,000 Powerful Warriors)
  - Super Android 13 (Extreme Battle! The Three Great Super Saiyans!)
  - Broly: The Legendary Super Saiyan (Burn Up!! A Close, Intense, Super-Fierce Battle)
  - Bojack Unbound (The Galaxy at the Brink!! The Super Incredible Guy)
  - Broly: The Second Coming (The Dangerous Duo! Super Warriors Never Rest!)
  - Bio-Broly (Super-Warrior Defeat!! I’m the One who’ll Win )
  - Fusion Reborn (Fusion Reborn!! Gokū and Vegeta)
  - Wrath of the Dragon (Dragon Fist Explosion!! If Goku Won’t Do It, Who Will?)
- Bishojo Senshi Sailor Moon
  - Bishojo Senshi Sailor Moon R: The Movie (1993)
  - Bishojo Senshi Sailor Moon S: The Movie (1994)
  - Bishojo Senshi Sailor Moon SuperS: The Movie (The 9 Sailor Soldiers Get Together! Miracle in the Black Dream Hole) (1995)
- Twilight of the Dark Master (1998)
- «Интерстелла 5555: История секретной звёздной системы» (2003)
- One Piece
  - One Piece (фильм, 2000)
  - One Piece: Nejimaki shima no bouken (2001)
  - One Piece: Chinjou shima no Chopper oukoku (2002)
  - One Piece: Dead end no bouken (2003)
  - One Piece: Norowareta seiken (2004)
  - One Piece: Omatsuri danshaku to himitsu no shima (2005)
  - One Piece: Karakuri-jou no mecha kyohei (2006)
  - One Piece: Episode of Arabasta — sabaku no oujo to kaizoku-tachi (2007)
  - One Piece: Episode of Chopper plus — fuyu ni saku, kiseki no sakura (2008)
- «Человек-дьявол» (2004)
- Air (2005)
- 'Clannad The Motion Picture (2007)
- «Космический пират Харлок» (2013)

## Другие работы (не аниме)
- Леди баг и Супер-кот (2015)

## Заметки и сноски
1. ↑  Choo, Kukhee. Visual Evolution across the Pacific: The Influence of Anime and Video Games on US Film Media (англ.) // Post Script : журнал. — 2009. — Vol. 28, no. 2. Архивировано 2 апреля 2015 года.
2. ↑  Официальный сайт Animax — профиль корпораций Архивная копия от 8 февраля 2016 на Wayback Machine (яп.)
3. ↑  Официальный сайт Toei — раздел истории Архивировано 12 октября 2013 года. (яп.)
4. ↑  Официальный сайт «Toei Animation» — Английский раздел — История Архивировано 2 марта 2015 года. (англ.)
5. ↑  New Form of Anime: Ga-nime. ComiPress (6 июня 2006). Дата обращения: 26 января 2011. Архивировано 22 февраля 2012 года.
6. ↑  Animax Award official site (недоступная ссылка), Animax official website.  (яп.)